# Bosau
Bosau è un comune di 3 409 abitanti abitanti dello Schleswig-Holstein, in Germania.
Appartiene al circondario (Kreis) dell'Ostholstein (targa OH) ed è parte della comunità amministrativa (Amt) di Großer Plöner See.